# Diana Axentii
Diana Axentii, née en 1979 à Nisporeni, est une mezzo-soprano moldave, qui depuis 2014 est passé  à une tessiture  de soprano lyrico-dramatique.

## Biographie
Elle a commencé, très jeune, sa formation musicale par l’étude du violon (elle remporta même un prix en 1998), avant de décider d'étudier le chant, à l’Université des Beaux Arts de Moldavie, après sa rencontre avec la professeur Jana Vdovicenco. En 2002, elle est venue en France où elle est entrée au Conservatoire national supérieur de musique et de danse de Lyon, dans la classe d’Isabelle Germain. Elle obtint le premier prix de chant à l’unanimité du jury. En 2004, elle fut finaliste du Concours international Reine Élisabeth (5e prix). Elle a remporté également plusieurs prix internationaux : le Prix spécial au Concours international de chant Montserrat Caballé (Andorre), le prix des Amis du Festival d’Aix-en-Provence, le prix spécial de l’Académie au Concours international de musique de Verbier). Depuis 2004, elle se produit régulièrement sur la plupart des grandes scènes de France, en concert et en opéra, à Bordeaux, à Nancy, ainsi qu'à l'Opéra de Paris.